# La Federación Serbia de Deportes Electrónicos y Esports (SESE)
La Federación Serbia de Deportes Electrónicos y Esports (SESE) es una organización que se dedica al desarrollo y la promoción de los deportes electrónicos (esports) en Serbia. 

## Historia
La Federación Serbia de Deportes Electrónicos y Esports fue fundada en 2008 en Belgrado. Fue uno de los fundadores de la Federación Internacional de Esports (International Esport Federation) en 2009. A través del trabajo conjunto con las instituciones, lograron que en 2015, y nuevamente en 2017, el Ministerio de Juventud y Deportes incluyera los esports como una disciplina deportiva. 

## Actividades
Las tareas principales incluyen el registro de jugadores de Serbia, el establecimiento de estándares en el gaming competitivo y la organización de torneos locales y competiciones nacionales. Juega un papel clave en el reconocimiento y desarrollo de los esports a nivel regional y global, colaborando con organizaciones internacionales. SESE ha organizado numerosos eventos y competiciones a lo largo de los años, incluyendo:
- Games.con (2017, 2018, 2019, 2021, 2022, 2023) - LAN sin conexión en la Feria de Belgrado
- Games.con 2020 - En línea
- Clasificatorios Nacionales IESF (2014-2024) - Finales en línea y LAN
- Telenor Arena 5G 2019: LAN sin conexión en el Parque Científico y Tecnológico de Belgrado
- Potter Mania (2018, 2019) - LAN sin conexión en Dom Omladine, Belgrado
- Chibicon (2018, 2019) - LAN sin conexión en Dom Omladine, Belgrado
- CEE2020 - En línea
- FIFA 19 UMBRO (Invierno 2019) - LAN sin conexión en Delta City, Belgrado
- Fortnite 1v1 Mobile (Evento Samsung 2019): LAN sin conexión en Delta City, Belgrado
- FIFA 20 SportVision Umbro League (verano 2019): LAN sin conexión en varios centros comerciales de Belgrado
- Hearthstone League 2019: finales online y LAN, Belgrado
- PES2021 REY DEL CAMPO Merdianbet 2020[4] - Online
- VACACIONES DE INVIERNO DE GIGATRON (2020) - En línea
- Torneo Rockstar Gaming - 1vs1 CSGO 2020 - En línea

## Logros
La Federación es miembro de la Federación Internacional de Esports y hasta ahora ha participado en 15 campeonatos mundiales. Actualmente, Serbia está clasificada como la séptima en el mundo. SESE ha logrado resultados significativos en la escena internacional de los esports. Los éxitos más importantes incluyen:
- IESF 2015-1. lugar [5]
- Hearthstone (Miloš Perović) 2015 - 1. lugar
- Liga de Leyendas (Aleksa Stanković, Aljoša Kovandzić, Jovan Jovanović, Luka Miletić, Atila Dudaš) 2015 - 3. lugar
- Torneo Tekken Tag 2 (Milica Tešić) 2014 - 2. lugar
- Liga de Leyendas 2016 - 3. lugar
- Liga de Leyendas 2017 - 2. lugar
- Dota 2 2020-2. lugar
- Tekken 7 2020-5. lugar
- Juegos Mediterráneos de Esports 2024 Tekken 8 (Ulijana Schwab) - 1. lugar
- Juegos Mediterráneos de Esports 2024 eFootball (Marko Roksić) - 3. lugar